# Discographie de Jermaine Dupri
 (mai 2013).
Si vous disposez d'ouvrages ou d'articles de référence ou si vous connaissez des sites web de qualité traitant du thème abordé ici, merci de compléter l'article en donnant les références utiles à sa vérifiabilité et en les liant à la section « Notes et références ».

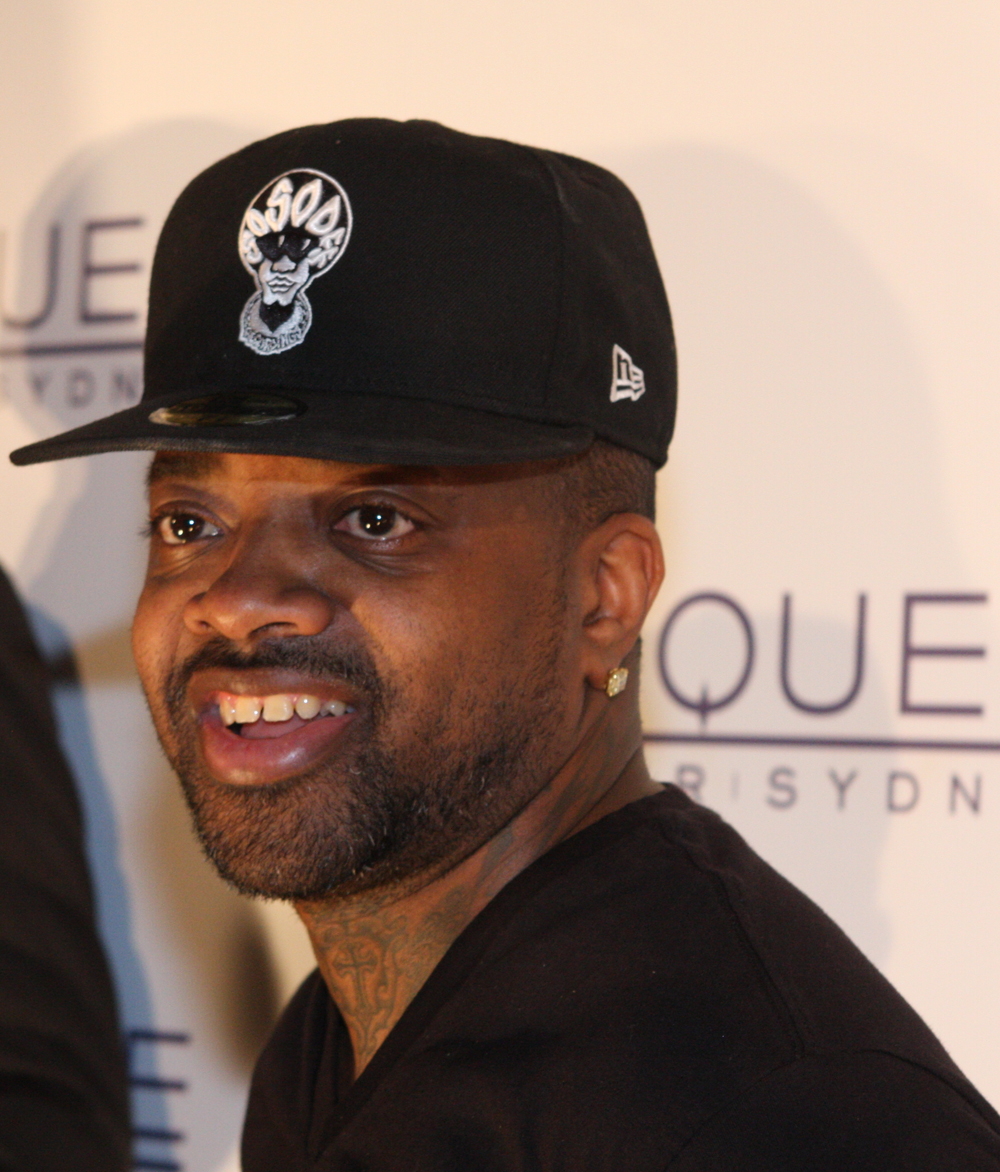
Jermaine Dupri, Marquee (The Star Sydney) grand opening

Cette page présente la discographie de Jermaine Dupri.

## Albums studio
| Life in 1472                                                      | - Sortie : 21 juillet 1998 - Label : So So Def, Columbia - Format : CD, LP, cassette, téléchargement | 3  | 1 | 20 | 96 | 93  | - RIAA : Platine - MC : Or |
| Instructions                                                      | - Sortie : 30 octobre 2001 - Label : So So Def, Columbia - Format : CD, LP, cassette, téléchargement | 15 | 3 | —  | —  | 119 |                            |
| « — » indique que l'album n'est pas sorti ou classé dans le pays. | |    |   |    |    |     |                            |

## Compilations
| Année | Titre                                                                                                   | Meilleur classement | Meilleur classement    |
| Année | Titre                                                                                                   | Billboard 200       | Top R&B/Hip-Hop Albums |
| ----- | --- | ------------------- | ---------------------- |
| 1996  | 12 Soulful Nights of Christmas - Sortie : 22 octobre 1996 - Label : So So Def / Columbia                | –                   | 57                     |
| 2005  | Young, Fly and Flashy Vol.1 - Sortie : 19 juillet 2005 - Label : So So Def / Virgin                     | 43                  | 12                     |
| 2007  | Y'all Know What This Is... The Hits - Sortie : 23 octobre 2007 - Label : So So Def / Island Urban Music | -                   | 72                     |

## Singles
| Chanson                                                                 | Année | Meilleur classement | Meilleur classement   | Meilleur classement | Meilleur classement      | Meilleur classement     | Meilleur classement  | Meilleur classement | Meilleur classement       | Meilleur classement   | Meilleur classement | Album                         |
| Chanson                                                                 | Année | Billboard Hot 100   | Hot R&B/Hip-Hop Songs | Hot Rap Tracks      | European Hot 100 Singles | Finland's Official List | Media Control Charts | Dutch Top 40        | New Zealand Singles Chart | Swedish Singles Chart | Swiss Music Charts  | Album                         |
| ----------------------------------------------------------------------- | ----- | ------------------- | --------------------- | ------------------- | ------------------------ | ----------------------- | -------------------- | ------------------- | ------------------------- | --------------------- | ------------------- | ----------------------------- |
| The Party Continues (featuring Da Brat et Usher)                        | 1998  | 29                  | 14                    | 6                   | —                        | —                       | —                    | —                   | —                         | —                     | —                   | Life in 1472                  |
| Sweetheart (featuring Mariah Carey)                                     | 1998  | 125                 | 53                    | —                   | 63                       | —                       | 15                   | 22                  | —                         | 44                    | 18                  | Life in 1472                  |
| Money Ain't a Thang (featuring Jay-Z)                                   | 1998  | 52                  | 10                    | 28                  | —                        | —                       | —                    | —                   | —                         | —                     | —                   | Life in 1472                  |
| Going Home With Me (featuring Keith Sweat et R.O.C.)                    | 1999  | —                   | 57                    | —                   | —                        | —                       | —                    | —                   | —                         | —                     | —                   | Life in 1472                  |
| I've Got to Have It (featuring Nas et Monica)                           | 2000  | 101                 | 67                    | 15                  | —                        | —                       | —                    | 76                  | —                         | —                     | —                   | Big Momma's House: Soundtrack |
| Ballin' Out of Control (featuring Nate Dogg)                            | 2001  | 95                  | 42                    | 14                  | —                        | —                       | —                    | —                   | —                         | —                     | —                   | Instructions                  |
| Welcome to Atlanta (featuring Ludacris)                                 | 2002  | 35                  | 15                    | 3                   | —                        | —                       | —                    | —                   | —                         | —                     | —                   | Instructions                  |
| Gotta Getcha (featuring Johnta Austin)                                  | 2005  | 60                  | 31                    | 15                  | —                        | —                       | —                    | —                   | —                         | —                     | —                   | Young, Fly & Flashy, Vol. 1   |
| I Think They Like Me (featuring Dem Franchize Boyz, Da Brat et Bow Wow) | 2005  | 15                  | 1                     | 1                   | —                        | 33                      | —                    | —                   | 4                         | —                     | —                   | Young, Fly & Flashy, Vol. 1   |

## Featurings
| We Just Wanna Party With You (Snoop Dogg featuring Jermaine Dupri)                  | 1997 | —   | —   | —  | 21 | Men in Black Soundtrack  |   |   |   |   |
| With Me (Destiny's Child featuring Jermaine Dupri)                                  | 1998 | —   | —   | —  | 19 | Destiny's Child          |   |   |   |   |
| Imagination (Tamia featuring Jermaine Dupri)                                        | 1998 | 37  | 12  | —  | —  | Tamia                    |   |   |   |   |
| Bounce with Me (Lil' Bow Wow featuring Jermaine Dupri et Xscape)                    | 2000 | 20  | 1   | 1  | —  | Beware of Dog            |   |   |   |   |
| Ghetto Girls (Lil' Bow Wow featuring Jermaine Dupri and B2K)                        | 2001 | 91  | 40  | 14 | —  | Beware of Dog            |   |   |   |   |
| Someone to Call My Lover (Remix) (Janet Jackson featuring Jermaine Dupri)           | 2001 | 3   | 11  | —  | 11 | All for You              |   |   |   |   |
| Thank You (Lil' Bow Wow featuring Jagged Edge, Fundisha et Jermaine Dupri)          | 2001 | 93  | 47  | 21 | —  | Doggy Bag                |   |   |   |   |
| Basketball (Bow Wow featuring Jermaine Dupri, Fundisha et Fabolous)                 | 2002 | —   | 44  | 25 | —  | Like Mike Soundtrack     |   |   |   |   |
| Too Hood (Monica featuring Jermaine Dupri)                                          | 2002 | —   | 111 | —  | —  | All Eyez on Me           |   |   |   |   |
| Pop That Booty (Marques Houston featuring Jermaine Dupri)                           | 2003 | 76  | 34  | —  | 23 | MH                       |   |   |   |   |
| Wat Da Hook Gon Be (Murphy Lee featuring Jermaine Dupri)                            | 2003 | 17  | 11  | 6  | —  | Murphy's Law             |   |   |   |   |
| Fresh Azimiz (Bow Wow featuring J-Kwon et Jermaine Dupri)                           | 2005 | 23  | 13  | 6  | —  | Wanted                   |   |   |   |   |
| It's Like That (Mariah Carey featuring Fatman Scoop et Jermaine Dupri)              | 2005 | 16  | 17  | —  | 4  | The Emancipation of Mimi |   |   |   |   |
| Get Your Number (Mariah Carey featuring Jermaine Dupri)                             | 2005 | —   | —   | —  | 9  | The Emancipation of Mimi |   |   |   |   |
| Stunnas (Jagged Edge featuring Jermaine Dupri)                                      | 2006 | —   | —   | —  | —  | The Hits                 |   |   |   |   |
| Feelin' You (3LW featuring Jermaine Dupri)                                          | 2006 | —   | —   | —  | —  | —                        |   |   |   |   |
| Dem Jeans (Chingy featuirng Jermaine Dupri)                                         | 2006 | 59  | 57  | 19 | 85 | Hoodstar                 |   |   |   |   |
| I'm Throwed (Paul Wall featuring Jermaine Dupri)                                    | 2007 | 87  | 47  | 21 | —  | Get Money, Stay True     |   |   |   |   |
| Finer Things (DJ Felli Fel featuring Ne-Yo, Kanye West, Jermaine Dupri et Fabolous) | 2008 | 101 | 80  | 8  | —  | —                        |   |   |   |   |
| Stepped on My J'z (Nelly featuring Ciara et Jermaine Dupri)                         | 2008 | 90  | 104 | —  | —  | Brass Knuckles           |   |   |   |   |
| Good Good (Ashanti featuring Jermaine Dupri)                                        | 2008 | 118 | 30  | —  | —  | The Declaration          |   |   |   |   |
| Roc the Mic (Bow Wow featuring Jermaine Dupri)                                      | 2009 | —   | —   | —  | —  | New Jack City II         |   |   |   |   |
| Boomerang (DJ Felli Fel featuring Akon, Pitbull et Jermaine Dupri)                  | 2011 | —   | —   | —  | —  | —                        | — | — | — | — |
|                                                                                     |      |     |     |    |    |                          |   |   |   |   |
| Magic City Money (Sean Paul, BunnaB, Bankroll Ni, J Money, & Germaine Durpri)       | 2025 | —   | —   | —  | —  | —                        |   |   |   |   |
| « — » indique que l'album n'est pas sorti ou classé dans le pays.                   |      |     |     |    |    |                          |   |   |   |   |